# Sherlock Holmes: A Game of Shadows
Sherlock Holmes: A Game of Shadows is een Brits-Amerikaanse film uit 2011, gebaseerd op het door Arthur Conan Doyle gecreëerde personage Sherlock Holmes. De film is het vervolg op Sherlock Holmes uit 2009. De regie is wederom in handen van Guy Ritchie. Hoofdrollen worden vertolkt door Robert Downey, Jr. en Jude Law. Het scenario is geschreven door Kieran Mulroney en Michele Mulroney.

## Verhaal
Bij aanvang van de film krijgt een man, genaamd Dr. Hoffmanstahl, van Irene Adler een pakketje met een bom, maar Sherlock Holmes kan voorkomen dat de aanslag op Hoffmanstahl slaagt. Desondanks wordt Hoffmanstahl later alsnog vermoord. Adler zoekt ondertussen haar opdrachtgever, Professor Moriarty op, die haar vergiftigt omdat ze gezien haar liefde voor Holmes een te groot gevaar voor hem vormt.
Later arriveert Dr. Watson in Holmes’ appartement. Holmes is op dat moment bezig met het onderzoek naar een reeks schijnbaar ongerelateerde moorden, terroristische aanslagen en duistere zaakjes, waarvan hij vermoedt dat ze allemaal door Moriarty zijn uitgevoerd. Hij ontmoet een zigeunerin, genaamd Simza, aan wie Hoffmanstahl een brief had moeten bezorgen. Holmes voorkomt een aanslag op haar leven, maar Simza vlucht voor Holmes haar kan ondervragen. Tijdens de bruiloft van Mary en Watson ontmoet Holmes Moriarty voor het eerst. Die dreigt Watson en Mary te vermoorden als Holmes zich met hem blijft bemoeien.
Moriarty houdt woord en laat zijn handlangers op een trein een aanslag plegen op Watson en Mary tijdens hun huwelijksreis. Holmes redt Mary door haar uit de trein te gooien, waarna ze wordt opgevangen door zijn broer Mycroft. Daarna reizen Holmes en Watson door naar Parijs om Simza te vinden. Zij blijkt samen met haar broer René te hebben gewerkt voor een groep anarchisten die in opdracht van Moriarty bomaanslagen plegen. Daarom is ze nu doelwit van Moriarty. Holmes deduceert dat de volgende aanslag in de Opéra de Paris zal plaatsvinden, maar dat blijkt een vergissing: de bomaanslag vindt in werkelijkheid plaats bij een hotel. De explosie doodt enkele zakenlieden onder wie Meinhart, de eigenaar van een wapenfabriek in Duitsland. Nu hij dood is, heeft Moriarty volledige controle over deze fabriek.
Na onderzoek in de fabriek komt Holmes erachter dat Moriarty naast deze wapenfabriek nog meer bedrijven bezit die kunnen profiteren van een oorlog, en een wereldoorlog wil ontketenen om een fortuin te vergaren. Zijn volgende doelwit is mogelijk een internationale vredesconferentie in Zwitserland.
In Zwitserland zoeken Simza en Watson René, die middels plastische chirurgie door wijlen Dr. Hoffmanstahl, is veranderd in een dubbelganger van een van de ambassadeurs. René wordt door Watson verhinderd de aanslag te plegen maar wordt zelf vermoord door een handlanger van Moriarty. Intussen confronteert Holmes Moriarty met zijn bevindingen, waaronder dat hij hem een notitieboekje vol belastende gegevens heeft ontfutseld en dit naar Engeland heeft gestuurd zodat de politie beslag zal leggen op al zijn tegoeden. Moriarty is woedend en het is duidelijk dat hij Holmes lijfelijk wil aanvallen en doden, uit wraak en omdat hij niets meer te verliezen heeft. Beide mannen voorzien dat Moriarty hierin zal slagen omdat Holmes verzwakt is door een schouderblessure die hij in Duitsland had opgelopen. Holmes grijpt daarom Moriarty en sleept hem met zich mee van het balkon in de Reichenbachwaterval. Hun lichamen worden nooit gevonden en beiden worden doodverklaard. Watson ontvangt echter per post een zuurstofmasker en beseft dat Holmes nog in leven is. Hij loopt uit zijn kantoor om aan Mary te vragen wie het pakketje heeft bezorgd. De kamer lijkt leeg, maar dan blijkt Holmes in een camouflagepak, dat hetzelfde is als de bekleding van de gestoffeerde stoel, te zitten. Hij heeft de val dus overleefd.

## Rolverdeling
- Robert Downey, Jr. als Sherlock "Sherly" Holmes[2]
- Jude Law als Dr. John Watson[2]
- Noomi Rapace als Simza[3]
- Jared Harris als Professor Moriarty[4][5]
- Stephen Fry als Mycroft Holmes[4][6]
- Kelly Reilly als Mary Morstan Watson[2]
- Rachel McAdams als Irene Adler[7]
- Eddie Marsan as Inspector Lestrade[8]
- Geraldine James als Mrs. Hudson[4]
- Ray Donn (niet op aftiteling vermeld)
- Fatima Adoum[9]
- Gilles Lellouche[10]
- William Houston, als Costable Clark

## Achtergrond

### Productie
Na het succes van de vorige Sherlock Holmes-film, maakte Warner Bros. al snel plannen voor een vervolg. De productie kwam op gang nadat Guy Ritchie afzag van het aanbod om een verfilming van Lobo te regisseren, en Robert Downey, Jr. zich terugtrok uit Cowboys & Aliens. Het was aanvankelijk niet zeker of Rachel McAdams mee zou spelen in de film. Zij was zelf van mening dat als ze mee zou doen, het hooguit in een bijrol zou zijn. Op 4 februari 2011 maakte Warner Bros. bekend dat McAdams mee zou spelen in de film.
De film zou grotendeels gebaseerd zijn op het Sherlock Holmes-verhaal The Final Problem, waarin Moriarty zijn debuut maakte. Hoewel de film verder inspeelt op de vorige film, is voorkennis van de eerste film niet noodzakelijk om het verhaal te kunnen volgen.
De opnames begonnen in oktober 2010 in Richmond Park, in Zuidwest-Londen. Tevens werd er gefilmd op het stoomschip PS Waverley en het Didcot Railway Centre. Andere filmlocaties zijn Victoria Bridge, Hampton Court Palace, het Royal Naval College in Greenwich,, Waddesdon Manor en Straatsburg.

### Soundtrack
De soundtrack van de film is gecomponeerd door Hans Zimmer.

### Uitgave en ontvangst
De film werd met gemengde reacties ontvangen. Op Rotten Tomatoes gaf 59% van de recensenten de film een goede beoordeling. Metacritic gaf de film een score van 49 punten op een schaal van 1 tot 100. Op CinemaScore kreeg de film gemiddeld een A-minus beoordeling. Roger Ebert gaf de film 3,5 uit 4 sterren.

## Trivia
- In de film is een platenspeler te zien. Dit is historisch niet helemaal correct. Emile Berliner (1851-1929) was de uitvinder van de grammofoonplaat. De Duits-Amerikaanse elektrotechnicus Emile Berliner ontwikkelde in 1887 een nieuwe geluidsdrager: de grammofoonplaat. De eerste platenspeler zoals wij hem vandaag de dag kennen kwam in 1895 op de markt. Ook deze werd ontwikkeld door Emile Berliner. Door het gebruik van een platte schijf in plaats van een cilinder werd de grammofoon snel populair... en nog steeds.
- Op het einde heeft de film plaats in een kasteel aan de Reichenbachwaterval in Zwitserland. Dit kasteel heeft in werkelijkheid nooit bestaan en werd volledig met de computer geanimeerd.
- De film vindt plaats in 1891, dat wordt verschillende keren vermeld.